# 게국지

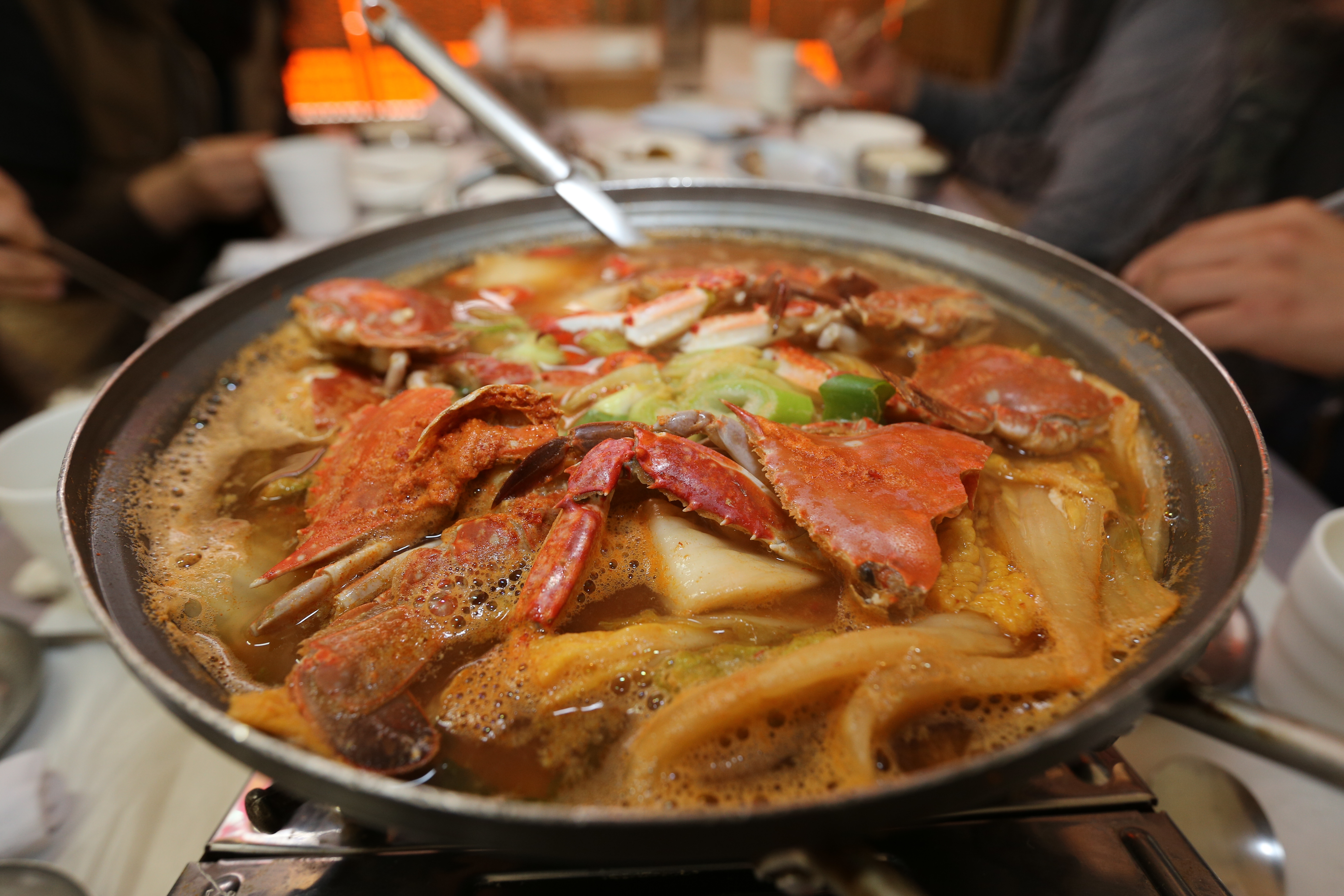
서산의 게국지

게국지는 충청남도의 향토 음식으로, 게장 국물을 묵은지 김치와 함께 끓여 내는 음식이다. 게를 손질하여 통으로 넣는 것은 요즘 게국지를 판매하는 식당들에서 비롯된 것이며, 원래 게국지는 게를 넣기보다 겨울 내내 먹고 남은 간장게장의 국물과 봄철 김장 김치가 떨어질때쯤 김치대용으로 먹던 봄동과 얼갈이배추가 쉬게돼면 같이 끓여낸것이다. 게국지의 색깔은 간장을 연하게 끓인 연한 커피색이 나는 것이 맞다. 게국지라고 적지만 현지에서는 "게꾹지"에 가깝게 발음한다.

## 유래
게국지는 먹을게 귀하던시절 엄지손가락보다 조금큰 한쪽집게가 큰 붉은발농게(황발이)로 불리는 칠게로 게장을담가 겨울내내 먹고난후 먹고남은 게장을 버리기 아까와 김장김치가 떨어질때쯤인 이른봄부터 초여름까지 봄동겉절이 쉰것이나 얼갈이배추 먹고 남은 것, 열무김치 남은 것에 게장남은 것을 넣어 간을맞춰 끓여먹던 김치찌개의 일종이라고 할 수 있다. 다른 방식으로는 김장을 할 때 맛이 없는 겉 잎사귀 등을 액젓이나 젓갈이 아닌 게장의 간장을 넣고 김치 버무리듯이 살살 버무린 후 삭혀 찌개를 끓여먹는 방식도 있다.
따라서 요즘처럼 큰게가 한마리씩 들어가있는 게국지에서는 예전의 향수를 느낄수 없다.
어찌보면 어려웠던 시절 긴 겨울을 지나 초여름까지 마땅히 해먹을 반찬이 없을 시기의 충청도 지역의 밥상을 책임졌던 서민음식이며 특별히 게국지라는 음식을 만들기 위해 미리 숙성작업을 하며 김치를 담고, 게장을 담가먹었다고는 할 수 없다.
예전의 게국지에는 지금처럼 온전한 게가 들어있지도않았고 먹고남은 게장안의 떨어진 게의다리들 몇개만이 들어있던것이 고작이다.
겨울 내내 게와 삭혀진 간장의 구수한 맛과 봄에서 초여름까지의 열무잎이나 봄동, 얼갈이배추 먹고 남은 것을 섞어 뚝배기에 넣어 밥하던 가마솥 가운데 앉혀 끓여내던 충청도의 전통음식이며 향토음식이다.

## 같이 보기
- 1박 2일의 역대 방문지 목록
- 김치